# سفارت روسیه در کپنهاگ
سفارت روسیه در کپنهاگ (به لاتین: Embassy of Russia) یک سفارت در دانمارک است که در Copenhagen Municipality واقع شده‌است.